# 陈道谭
陈道谭（?—548年），又名陈談先，南梁吴兴郡长城县下若里人，陈文赞的长子，南陈开国皇帝陈霸先的长兄，陈蒨、陈顼的父亲，另有一女信义公主。其妻追尊為孝妃。
南梁时，陈道谭为東宮直閤將軍。侯景之乱，领弩手二千援台，于城中中流矢卒。南梁太平元年（556年），弟弟陈霸先被追封亲族。次年（557年）正月丁卯，梁敬帝追赠陈道谭和陈休先。追赠陈道谭散騎常侍、使持节、平北將軍、南兗州刺史，封长城县公，谥昭烈，食邑二千戶。
557年，弟弟陈霸先即位，追封长兄为始兴昭烈王，赠骠骑大将军、太傅、扬州牧，邑二千户。由于陈霸先的儿子陈昌被西魏所掳，陈蒨入嗣大宗继承皇位。嗣孫有陳伯茂、陳叔陵、陳叔重。